# 愛天使傳說
《愛天使傳說》（日語：愛天使伝説ウェディングピーチ）是一部由富田祐弘以漫畫和動畫為中心創作，並由TENYU企劃和推廣的魔法少女作品。
本作最初以漫畫方式於小學館的少女漫畫雜誌《Ciao》推出，由谷澤直負責作畫，在1994年3月至1996年4月期間進行連載。單行本全6卷。在連載一年後，即1995年改編成動畫，由湯山邦彦擔任監督並於1995年4月至1996年3月期間在日本東京電視台播放，香港和臺灣分別由無綫電視和華視於1997年播放。全51話。
在漫畫和動畫相繼完結後推出全4話名為《Wedding Peach DX》（日語：ウェディングピーチDX）的OVA，各話於1996年至1997年期間相繼發售。香港無綫電視將此OVA譯名成「婚紗小天使之失憶戰記」，並在1997年聖誕節期間播放。

## 概要
在正式連載7年前（約於1988年）富田祐弘開始了構思本作並定下了「以自然和植物等為舞台上描述天使和惡魔間的鬥爭」和「類近於羅密歐與朱麗葉的愛情」兩個重要元素，其後加入婚禮元素藉以強調以愛情和浪漫融為一體的故事主題。富田祐弘在接受訪問時曾指出《愛天使傳說》是強調愛情和感情，特別是異性戀下的故事、亦以最初登場的三位女主角為重心展示出不同形式的愛情觀念和描寫她們如何貫切自己的愛。
另一方面，在初始設定中的「自然和植物」分別為以自然災害或污染為題而創造的「惡魔」、以及受這種威脅下生存的植物作為「天使」。因此四位愛天使的名字中都含有植物的元素在內，此外作為惡魔族女王的尼狄比拉（レインデビラ）亦是由英文「Rain-Devil」而來，其形象是酸雨和代表可侵蝕植物（天使）而令其死亡的構想下設計。但隨企劃發展「自然和植物」的概念最終只殘留於角色名字中，對故事背景和發展已再沒作用。
在企劃接近完成時，富田祐弘曾一度考慮以小說形式推出作品，但最後因對應在20世紀90年代出現的動漫熱潮而轉而將作品以漫畫形式連載，並最終成功改編成動畫和遊戲等。《愛天使傳說》在推出後一般會被與《美少女戰士》作比較，但因富田祐弘曾為《美少女戰士》初期劇本編寫成員之一，加上只野和子亦曾先後出任《愛天使傳說》和《美少女戰士》的人物設計，所以《愛天使傳說》實質可被視為《美少女戰士》的衍生或姐妹作品。

## 故事大綱
花咲桃子就讀於聖花園學園中等部，與好友谷間百合和珠野雛菊同為新聞部成員。三人原打算報導足球部活動和採訪一直憧憬的對象 ─ 柳葉和也而前往比賽場地，但計劃卻受到球隊守門員 ─ 風摩陽介的阻撓而無法順利進行，三人無奈下只能取消訪問環節離開。
在歸家路途上，三人遇上名為普雷的惡魔並遭到其手下Q魔怪的襲擊。正當桃子身陷險境不知所措時，天空出現了另一名自稱為利文的天使，利文將她從惡魔的襲擊中拯救出來後將聖手鏡交給桃子、並在天使界女王 ─ 阿法拉狄的指引下成功變身成愛天使將惡魔擊退，阿法拉狄口道出中惡魔界正在計劃破壞失落於人間界的神聖之物，而桃子手中的戒指正是其中一件聖物因而受到襲擊。
倘若惡魔界計劃成功，愛將從世上消失，人間界最終會變成一個只被憎恨和破壞欲望包圍的黑暗世界，桃子與百合和雛菊為了阻止惡魔的計劃和守護神聖之物而投身於天使界和惡魔界中的戰鬥。

## 角色人物

### 愛天使
花咲桃子／婚紗桃子
配音員：冰上恭子／陸惠玲／賀世芳（1-24集）／馮友薇（25集以後）
本作女主角，1983年3月3日生，就讀於聖花園學園中等部一年級，因父親是職業攝影師，自幼便對攝影產生興趣，並在入讀聖花園學園時加入新聞部和負責相關攝影工作，在學期末獲得了新聞獎的最佳攝影獎，作品是洋介守門的照片。偶然也會充當父親助手出外工作。為人性格開朗和善於交際，自稱戀愛中的少女（恋する乙女），處事沒有心機卻有些草率。
其母親的真正身份為天使界女王阿法拉狄的妹妹莎莉世，因此桃子擁有天使的血統和利用聖手鏡來變身成愛天使，持有聖物之一的「紅寶石聖戒指」。
初期受洋介處處阻擾而感不快，但在過程中開始培育出愛慕之情。後期認定洋介為自己真愛並與他正式相戀。但在得知洋介的真身是惡魔戰士後當場泣不成聲，最終二人認同對方身份並合力打倒尼狄比拉化解她的憎恨。原作者富田祐弘曾指出花咲桃子被假定為故事中朱麗葉·凱普萊特一角，不在乎自己和對方身世背景而貫切自己對風摩洋介的愛，在原作十年後和風摩洋介結婚。
谷間百合／天使莉莉（配音員：野上尤加奈／沈小蘭／李宛鳳）
1982年7月7日生，聖花園學園新聞部社員，負責撰寫的工作，興趣是彈鋼琴。家境富有，是位千金小姐。
前世是純天使莉莉，在天使界時曾被天使利文給救過，及後於聯同莎莉世與惡魔戰士衛立加對戰期間掉落凡間轉生成人。持有藍色的聖物「神聖耳環」。
第40集識破柳葉和也原來是利文，相認後再相戀。代表顏色是藍色，在劇中藍色被賦予幸福的意味。
珠野雛菊／天使德姬（配音員：宮村優子／盧素娟／姜瑰瑾）
1982年5月5日生，聖花園學園新聞部社員，負責消息報導。興趣是武術類的運動。在週日做木工，雙手靈活，但針織卻做得非常垃圾（第32集）。家裡經營花店。
前世是純天使德姬，在天使界聯同莎莉世與惡魔戰士衛立加對戰期間掉落凡間轉生成人。持有借來的聖物「神聖頸鏈」。
後期認拓郎為真愛。代表顏色是黃色。
小原紅子/紅花／天使賽拉（配音員：今井由香／梁少霞／姜瑰瑾）
1981年11月3日生。在桃子、百合、雏菊面前突然神秘出现的獨行獨斷的少女，自称“宇宙的战士”，後來才跟三人一起作戰。因為好友花莉被惡魔所殺，所以非常痛恨惡魔族，希望殺光所有的惡魔，對惡魔有很深的偏見。持有新聖物「神聖頭箍」。當最後看見其他三位都找到各自的真愛之人之後，都希望盡快找到自己的真愛。
代表顏色是紫色。

### 愛天使的戀人
風摩洋介／衛亞度（配音員：上田祐司、池澤春菜（幼少期）／郭志權／符爽）
1982年10月31日生。聖花園學園足球部的守門員，經常跟桃子吵架，而且時常稱呼桃子為「小桃子」（ももピー），但最後與桃子相戀。洋介的父親是惡魔戰士衛立加，所以擁有惡魔族血統，洋介本來跟衛亞度的意識是分離的，後來給愛天使們令威特身上的邪惡力量消失，令洋介與威特的意識融合。在得知自己是惡魔族之後低落一陣子，之後因為意識融合的關係，個性變得比較冷酷，最終在得知父親遇害的真相後選擇和愛天使們一同對抗惡魔族。
柳葉和也／利文（配音員：三木真一郎／蘇強文／李猶龍）
聖花園學園足球部的隊長，因有溫柔的心和俊俏的外表吸引不少女生。真身是天使利文，在天使界與惡魔戰鬥時救過天使莉莉（百合前世），到人間後負責協助愛天使戰鬥，後來與百合相戀。為了保護柳葉的身分，當變回柳葉時，利摩那的記憶就會不見。第42集與惡魔柏杜拉跌入消滅旋渦，後來被芙洛蒂女神救起並且失去天使記憶。當利摩那再次出現時說到只要有愛就會有他的出現。第51集顯示會彈管風琴。
雨野拓郎（配音員：山口勝平／何國星／劉傑）
天才少年一名，與洋介和柳葉不同，只是個普通人類，學校成績非常優異，唯獨不擅長體育，為人純品膽小。小時候與珠野雛菊是鄰居。曾暗戀桃子，但最後喜歡雛菊。曾經與火魔族-伊格訂下契約過。之後並最先發現愛天使的身份的角色。
一開始很害怕火魔族-伊格，但在長期相處之下兩人關係似乎萌生出友誼，在得知伊格任務失敗被殺後曾感到難過。

### 愛天使的家人

#### 花咲邸
花咲翔一郎（配音員：中田和宏／張炳強／符爽）
花咲桃子的父親，是一名攝影師。
莎莉世／花咲櫻子（配音員：鈴鹿千春／袁淑珍／李宛鳳）
花咲桃子的母親，天使界女王阿法拉狄的妹妹。在天使界與惡魔戰士衛立加的戰鬥中兩敗俱傷掉落凡間後失去記憶，她被翔一郎救起並被取名為「花咲櫻子」及後與他結婚並誕下桃子。在桃子2歲時恢復天使記憶，後來天使利文的口中得知阿法拉狄的境況後，便返回天使界，走前將舊聖物聖戒指遺留給翔一郎。回天使界後用盡所有愛心音波張開結界而陷入昏迷，直至第45集補回足夠力量而甦醒，返回人間與翔一郎和桃子短暫相聚一天，但在返回天使界途中為了保護桃子使用過多力量再陷入昏迷，於最終話再甦醒。在OVA版繼續以櫻子的身份與翔一郎和桃子生活。

#### 新娘子沙龍中心
谷間龍三（配音員：田原或野／林保全／劉傑）
谷間百合的父親，婚紗店「新娘子沙龍中心」的社長。
谷間惠麗奈（配音員：佐佐木優子／袁淑珍／姜瑰瑾）
谷間百合的母親，是一名婚紗設計師。每當參加婚紗表現會特別緊張，期間不會讓其他人碰她所設計的婚紗。

#### Flower珠野
珠野雅弘（配音員：若本規夫／陳欣／劉傑）
珠野雛菊的父親，花店「Flower珠野」的老闆，店鋪經常接到婚禮花球訂單，第5集中更因為訂單過多而要愛天使們幫手送貨。
珠野明美（配音員：瀧澤久美子／謝潔貞／賀世芳）
珠野雛菊的母親。
珠野明（配音員：大谷育江／袁淑珍／姜瑰瑾）
珠野雛菊的弟弟。口頭禪是（即「一發」）。

### 天使界
阿法拉狄（配音員：兵藤真子／蔡惠萍／李宛鳳）
愛與美之神(阿芙羅狄忒)，天使界的女王，聖羅莎的姐姐、桃子的阿姨，住在天使界的「花之寶殿」內。
愛達米（配音員：沒有公開／蘇強文）
昔日在天使界的一位勇敢戰士，住在天使界的「天使森林」內，是惡魔族女王尼狄比拉的暗戀對象。
比絲汀（配音員：沒有公開／鄭麗麗）
昔日在天使界的一位清純脫俗的女天使，住在天使界的「天使森林」內。後來與愛達米結婚，但此段婚姻卻觸發天使與惡魔兩界的戰爭。比絲汀結婚時身上戴著四聖物：從朋友借來的頸鏈、象徵新婚幸福的全新頭箍、從她的祖母相傳兩代的舊紅寶石戒指、代表新郎對婚姻幸福盼望的藍耳環，後來她把這四聖物存放於「花之寶殿」內。這四件聖物在戰事中被散在人間界，之後聖物在人間界激起愛心音波傳回天使界，使天使界幸保不失。
純天使花莉（配音員：沒有公開／盧素娟）
紅花在天使界的戰友，因自己的妹妹被惡魔所殺因此對惡魔產生恨意，後來在戰爭中被不幸戰死讓紅花變得更憎恨惡魔，對惡魔抱著殺無赦的態度，而且變得更獨行獨斷而不交朋友的契機。

### 惡魔族
Q魔怪（配音員：松本美和／蔡惠萍／劉傑）
惡魔族的妖精之一，於第6集為桃子所感化，歸順正義，並成為了桃子的寵物。
尼狄比拉(蕾茵女王)（配音員：土井美加／袁淑珍／姜瑰瑾）
惡魔族女王。有一次潛入天使界後對純天使愛達米一見鍾情，但眼見愛達米和比絲汀相戀而對天使界感到憎恨，後來發動惡魔攻擊天使界。
普雷（配音員：矢尾一樹／何國星／劉傑）
風魔族的一員，最初期狙擊愛天使的惡魔戰士，也是惡魔Q魔怪最初的上司，每次設法搶走桃子的聖戒指但都失敗，第16集被尼狄比拉打入黑暗旋渦（因為辦事不力）。
阿呂達（配音員：深見梨加／黃麗芳／姜瑰瑾）
水魔族裏其中一個女魔頭，擅長控制水龍，非常愛錢。在第12集中將婚紗桃子抓到卻又不把她消滅，反而想把桃子出售給普雷，結果給桃子逃脫。第14集被天使莉莉給抓住後再被桃子所消滅。喜歡普雷。
沙杜拉（配音員：子安武人／陳欣／符爽）
火魔貴族的一員，普雷掉入黑暗旋渦後便由他負責狙擊愛天使，並帶同洛伊、比莉、古娜一起到人間作為協助。
當那（配音員：大谷育江／區瑞華／姜瑰瑾）
伴隨沙杜拉身邊的使魔。第21集桃子用神聖晶石攻擊沙杜拉時，沙杜拉閃開但當那則閃避不及，被桃子所消滅。
洛伊（配音員：本多知惠子／鄭麗麗／李宛鳳）
沙杜拉的手下，操控聲音。有一次她潛入電台裏把DJ們整暈，並將桃子所寫的匿名信在廣播中踢爆是桃子所寫（信中暗示桃子喜歡洋介），使桃子非常尷尬。之後以為洋介持有聖物而進入洋介家中，發現原來不是便發動惡魔攻擊洋介和桃子（當時桃子在場），而此一攻擊也使到第一件聖物出現（桃子的聖戒指與洋介的鈴鐺融合後所生成），最後桃子用聖戒指召喚晶石並將洛伊的攻擊轉化成愛心音波，再反擊將洛伊淨化消滅。
比莉（配音員：横山智佐／林元春／姜瑰瑾）
沙杜拉的手下，操控雷電。有一次聖花園學園舉行恐怖試膽活動，百合在一墓穴裡發現第二件聖物（耳環），比莉立即上前搶去，及後與天使莉莉展開搶奪戰，結果莉莉用彩虹帶將耳環搶回，最後被桃子所淨化消滅。
古娜（配音員：根谷美智子／黃鳳英／賀世芳）
沙杜拉的手下，操控烏雲。
伊格（配音員：關智一／鄺樹培）
火魔貴族的一員，聖多拉及其手下被消滅後，便由他負責狙擊愛天使。來到人間界依附在拓郎的身上命令他去追查愛天使的下落。第30集被水魔波絲所殺。
水魔波絲／川浪博美（配音員：三石琴乃／鄭麗麗／李宛鳳）
水魔族的女孩，為了追查愛天使的下落來到人間界則化身為普通女生，取名「川浪博美」，混入聖花園學園後與桃子同班同學，口頭禪是「想看嗎」。
由於對洋介一見鍾情，故成為桃子的情敵。第38集被婚紗桃子令身上的邪惡力量消失，及後在人間以普通女孩身份繼續生活並順利交到新的男友(和伊格有幾分相似)。於OVA版和男友一起登場，個性與TV版相比較成熟不少。
柏杜拉／岩本剛三郎（配音員：堀内賢雄／林保全／符爽）
水魔布塔被感化後由他負責狙擊愛天使，長相和造型像是李小龍。來到人間後混入聖花園學園當教師，化名為「岩本剛三郎」，並取消學校假期和嚴禁學生談戀愛。並首先發現洋介的惡魔戰士身份。最後與天使利摩那捲入消滅旋渦中。
是本作中唯一沒被愛天使們感化成功的惡魔，其魔力也是狙擊愛天使的眾惡魔中最厲害的。
皆朱砂（配音員：山口由里子／黃鳳英／李宛鳳）
被派往人間界負責把洋介的惡魔力量甦醒的女魔頭。第45集在桃子面前將洋介變成威特讓她無法戰鬥，亦間接令莎莉世消耗額外力量拯救桃子，以致莎莉世回天使界後陷於沉睡。最後在第46集中為桃子所消滅。
雷魔怪（配音員：高乃麗／謝潔貞／馮友薇）
惡魔族的妖精之一，Q魔怪在惡魔族的朋友，為恢復洋介的惡魔力量而來到人間。最後被愛天使所感化。
靚魔怪（配音員：水谷優子／鄭麗麗／姜瑰瑾）
惡魔族的妖精之一，Q魔怪的意中人，為恢復洋介的惡魔力量而來到人間。為了離間洋介和桃子的感情，與雷魔怪一起假扮桃子並拒絕洋介，但被洋介識破。最後被愛天使所感化，與雷魔怪在人間界一起生活。
謝娜（配音員：吉田理保子／馮友薇）
尼狄比拉屬下最後四勇將之一，紫色頭髮，為了拉攏威特回惡魔族而來到人間界。但在期間與衛亞度發生糾纏，最後桃子插手將謝娜消滅，而桃子卻因此而受洋介的一下攻擊。
希多（配音員：熊井統子）
尼狄比拉屬下最後四勇將之一，藍黑色頭髮，為了拉攏威特回惡魔族而來到人間界。
奧狄（配音員：池澤春菜／姜瑰瑾）
尼狄比拉屬下最後四勇將之一，橙黃色頭髮，為了拉攏威特回惡魔族而來到人間界。
朗詩（配音員：田野惠／李宛鳳）
尼狄比拉屬下最後四勇將之一，米黃色頭髮，為了拉攏威特回惡魔族而來到人間界。但在期間遇到威特的父親衛立加顯靈破壞他們的計劃之餘，還被桃子乘機將她連同希多和奧狄一起消滅。
衛立加（配音員：菅原正志／盧國權／劉傑）
風摩洋介的父親，惡魔族中強勁的風魔拉法戰士，但在天使界的戰鬥中與莎莉世兩敗俱傷而掉落人間，之後在人間當航海員與一名人類女子結婚並誕下洋介。在洋介還是小孩的時候離開洋介並出海留下一個小鈴鐺給他，及後被四勇將所殺（因為與人類戀愛因此被尼狄比拉於所派四勇將給處決）。

### 聖花園學園中等部

#### 教職員
校長（配音員：河合義雄／黃子敬）
聖花園學園的校長，性格溫和。曾被柏杜拉派出的惡魔整傻，僱用岩本剛三郎（即柏杜拉的化身）為教師。
木原老師（配音員：嶋村薰／袁淑珍）
1年A組（即是桃子的班別）的班主任，為人嚴肅。曾因為桃子沒交功課而罰她拿水桶站在課室門口，懲罰期間看到桃子對洋介做鬼臉因此處罰她打掃圖書館。
武藏野老師（配音員：嶋村薰）
保健室的護士。

#### 學生
靜香（配音員：西原久美子／姜瑰瑾／謝潔貞）
桃子的同級同學（桃子是A組，靜香是C組），喜歡洋介，曾寫情信向洋介表白，但洋介以「足球是我的戀人」回信婉拒。
河合由希子（配音員：伊藤美紀／姜瑰瑾／梁少霞）
聖花園學園中等部跳高記錄保持者，家裡經營米店，第7集米店的米被惡魔下料，吃下後會讓人暴吃和迅速變得肥大，最後由愛天使將惡魔的力量化解。
麗子（配音員：白鳥由里／賀世芳／梁少霞）
聖花園學園中等部文藝部（事實上是「占卜同好會」）部員，喜歡足球部的山口，第12集被阿女達派出的惡魔給附身，用被惡魔詛咒過的塔羅牌拆散多對在街道上的情侶，最後由愛天使將惡魔的力量化解。
山口（配音員：遠近孝一／陳卓智）
聖花園學園中等部足球部隊員，麗子的戀愛對象。
夏美（配音員：岡本麻彌）
桃子的同級同學，聖花園學園學園祭的策劃委員長。
竹內秋子（配音員：中川亞紀子／梁少霞）
聖花園學園中等部美術部部員，是一名眼鏡娘，與足球部的田島讓是青梅竹馬。桃子為了撮合他們，把秋子裝扮成新娘的樣子，結果被拓郎看到誤以為是愛天使。導致秋子和讓在摩天輪相處期間遭到伊古氏襲擊，最後被愛天使給救回。
田島讓（配音員：遠近孝一／梁偉德）
聖花園學園中等部足球部隊員，暗戀秋子，也是洋介看好的球員。

## 出版書籍
| 集數 | 小學館        | 小學館             |
| 集數 | 發售日期      | ISBN               |
| ---- | ------------- | ------------------ |
| 1    | 1994年9月26日 | ISBN 4-09-136181-1 |
| 2    | 1995年3月25日 | ISBN 4-09-136182-X |
| 3    | 1995年8月21日 | ISBN 4-09-136183-8 |
| 4    | 1996年1月26日 | ISBN 4-09-136184-6 |
| 5    | 1996年3月26日 | ISBN 4-09-136185-4 |
| 6    | 1996年4月25日 | ISBN 4-09-136186-2 |

## 電視動畫

### 製作人員
- 企畫：TENYU
- 系列構成：富田祐弘
- 出品：岩田圭介（東京電視台）、梅下博文、淺賀孝郎
- 監督：湯山邦彦
- 人物設定：只野和子
- 腳本：富田祐弘、寺田憲史、園田英樹、大橋志吉
- 編集：關一彦、今井剛
- 各集標題：マキプロ
- 現像：IMAGICA
- 音響監督：三間雅文
- 調整：蝦名恭範
- 效果：高木良行、小山健二
- 音響擔當：飯塚康一
- 製作擔當：岩見一伸
- 製作人：太田昌二
- 製作進行：中林真理
- 剪接：宗和洋史
- 製作工作室：KSS工作室
- 動畫製作：KSS
- 製作：東京電視台、NAS、KSS

### 主題曲
| 類別   | 曲名                         | 話數       | 作詞       | 作曲             | 編曲     | 主唱                                    |
| ------ | ---------------------------- | ---------- | ---------- | ---------------- | -------- | --------------------------------------- |
| 片頭曲 | 「做夢的愛天使（）」         | 第1～27話  | 松葉美保   | 岡崎律子         | 岩本正樹 | FURIL（冰上恭子、宮村優子、野上尤加奈） |
| 片頭曲 | 「婚紗之戰～愛是烈焰～（）」 | 第28～51話 | 佐藤愛麗絲 | 齋藤寬仁、大和朗 | 關根安里 | 中島惠里菜                              |
| 片尾曲 | 「21世紀茱麗葉（）」         | 第1～27話  | 織田百合子 | 工藤崇           | 岩本正樹 | FURIL                                   |
| 片尾曲 | 「貞潔的愛（）」             | 第28～51話 | 佐藤愛麗絲 | 齋藤寬仁、大和朗 | 關根安里 | FURIL                                   |

香港版本
| 曲名     | 作詞 | 作曲   | 主唱   |
| -------- | ---- | ------ | ------ |
| 婚紗構思 | 李敏 | 李建達 | 姚琇齡 |

### 各話列表
| 話數 | 日文標題 | 中文標題             | 中文標題             | 腳本     | 分鏡     | 演出     | 作画監督   | 播放日期       |
| 話數 | 日文標題 | 香港                 | 台灣                 | 腳本     | 分鏡     | 演出     | 作画監督   | 播放日期       |
| ---- | -------- | -------------------- | -------------------- | -------- | -------- | -------- | ---------- | -------------- |
| 1    |          | 愛天使的誕生         | 恭祝愛天使誕生       | 富田祐弘 | 須藤典彦 | 湯山邦彦 | 一石小百合 | 1995年 4月5日  |
| 2    |          | 美麗的新戰衣         | 變換禮服             | 富田祐弘 | 勝亦祥視 | 高橋直人 | 深沢幸司   | 4月12日        |
| 3    |          | 惡魔新娘             | 被詛咒的新娘         | 寺田憲史 | 浅田裕二 | 浅田裕二 | 藤田まり子 | 4月19日        |
| 4    |          | Angel Lily的誕生     | 莉莉天使的誕生       | 園田英樹 | 勝亦祥視 | 広田正志 | 広田正志   | 4月26日        |
| 5    |          | 三位愛天使           | 第三位愛天使         | 大橋志吉 | 岡尾貴洋 | 岡尾貴洋 | 内野明雄   | 5月3日         |
| 6    |          | 受到Q魔怪的襲擊      | 皮皮的反擊           | 寺田憲史 | 勝亦祥視 | 高橋直人 | 深沢幸司   | 5月10日        |
| 7    |          | 由希子變了肥妹       | 小心別吃太多         | 富田祐弘 | 須藤典彦 | 須藤典彦 | 藤田まり子 | 5月17日        |
| 8    |          | 我變了睡公主         | 睡魔與睡美人         | 大橋志吉 | 勝亦祥視 | 土蛇我現 | 安藤信悦   | 5月24日        |
| 9    |          | 四件神聖之物         | 被奪走的聖物         | 富田祐弘 | 浅田裕二 | 浅田裕二 | 藤田まり子 | 5月31日        |
| 10   |          | 友情的可貴           | 精彩的友情大考驗     | 寺田憲史 | 勝亦祥視 | 高橋直人 | 広田正志   | 6月7日         |
| 11   |          | 雛菊回到未來         | 小菊的時間跑快了     | 大橋志吉 | 仙北實   | 村田和也 | 仙北實     | 6月14日        |
| 12   |          | 貪心水魔阿呂達       | 惡魔美女的戀愛占卜   | 園田英樹 | 鈴木敏明 | 鈴木敏明 | 望月謙     | 6月21日        |
| 13   |          | 與原形怪物決勝負     | 惡魔的PK勝負戰       | 園田英樹 | 矢吹勉   | 矢吹勉   | 渡辺真由美 | 6月28日        |
| 14   |          | 愛的戒指被人搶了去   | 被奪走的愛的戒指     | 園田英樹 | 勝亦祥視 | 広田正志 | 広田正志   | 7月5日         |
| 15   |          | 潛入惡魔空間         | 潛入惡魔的森林       | 大橋志吉 | 岡尾貴洋 | 岡尾貴洋 | 内野明雄   | 7月12日        |
| 16   |          | 惡魔族的聲譽         | 惡魔族的自尊         | 寺田憲史 | 鈴木敏明 | 鈴木敏明 | 前田明寿   | 7月19日        |
| 17   |          | 聖花園學園的秘密     | 聖花園學園的秘密     | 富田祐弘 | 浅田裕二 | 浅田裕二 | 藤田まり子 | 7月26日        |
| 18   |          | 愛天使暑假作戰       | 愛天使，暑假也要戰鬥 | 園田英樹 | 山田智美 | 高橋直人 | 望月謙     | 8月2日         |
| 19   |          | 挑戰膽量             | 盛夏夜晚的神秘       | 大橋志吉 | 須藤典彦 | 須藤典彦 | 高崎由利   | 8月9日         |
| 20   |          | 第三樣神聖之物       | 海邊的項鍊           | 寺田憲史 | 岡尾貴洋 | 岡尾貴洋 | 田中誠輝   | 8月16日        |
| 21   |          | 實現成為鋼琴家的理想 | 琴聲響徹星空         | 富田祐弘 | 矢吹勉   | 矢吹勉   | 渡辺真由美 | 8月23日        |
| 22   |          | Q魔怪被人捉了        | 被綁架的皮皮         | 寺田憲史 | 藤本義孝 | 鈴木敏明 | 高見明男   | 8月30日        |
| 23   |          | 惡魔纏身             | 被奪走的初吻         | 富田祐弘 | 浅田裕二 | 浅田裕二 | 藤田まり子 | 9月6日         |
| 24   |          | 聖花園學園的學園祭   | 興奮的學園祭         | 大橋志吉 | 岡尾貴洋 | 鈴木吉男 | 内野明雄   | 9月13日        |
| 25   |          | 惡魔之吻             | 惡魔的吻真可怕       | 園田英樹 | 藤本義孝 | 藤本義孝 | 高見明男   | 9月20日        |
| 26   |          | 舉行假婚禮           | 假結婚典禮           | 富田祐弘 | 須藤典彦 | 須藤典彦 | 志村泉     | 9月27日        |
| 27   |          | 齊齊做保姆           | 騙人!柳葉學長的戀人? | 大橋志吉 | 栗本宏志 | 大庭秀昭 | 田中誠輝   | 10月4日        |
| 28   |          | 戀愛中的少女是最強的 | 戀愛的少女是最強的   | 園田英樹 | 山田智美 | 藤本義孝 | 望月謙     | 10月11日       |
| 29   |          | 萬聖節的魔女         | 萬聖節魔女           | 寺田憲史 | 浅田裕二 | 浅田裕二 | 藤田まり子 | 10月18日       |
| 30   |          | 再見了伊古士         | 再見了惡魔           | 富田祐弘 | 矢吹勉   | 矢吹勉   | 渡辺真由美 | 10月25日       |
| 31   |          | 我有情敵啊           | 情敵出現             | 大橋志吉 | 藤本義孝 | 藤本義孝 | 山岡信一   | 11月1日        |
| 32   |          | 充滿愛的冷頸巾       | 愛的圍巾             | 大橋志吉 | 岡尾貴洋 | 鈴木敏明 | 内野明雄   | 11月8日        |
| 33   |          | 戀愛的戰場           | 戰地春夢             | 寺田憲史 | 須藤典彦 | 鈴木敏明 | 志村泉     | 11月15日       |
| 34   |          | 戀愛的扯線公仔       | 操控戀情的玩偶       | 園田英樹 | 山田智美 | 藤本義孝 | 望月謙     | 11月22日       |
| 35   |          | 第四個愛天使         | 第四個愛天使         | 富田祐弘 | 浅田裕二 | 浅田裕二 | 藤田まり子 | 11月29日       |
| 36   |          | 喜歡獨行獨斷的愛天使 | 孤軍奮戰的愛天使     | 大橋志吉 | 栗本宏志 | 鈴木敏明 | 田中誠輝   | 12月6日        |
| 37   |          | 紅花的眼淚           | 賽拉的眼淚           | 寺田憲史 | 藤本義孝 | 藤本義孝 | 山岡信一   | 12月13日       |
| 38   |          | 戀愛的真諦           | 吻別                 | 富田祐弘 | 矢吹勉   | 矢吹勉   | 石辺恵美   | 12月20日       |
| 39   |          | 老師是惡魔？         | 老師是惡魔？         | 園田英樹 | 湖山禎崇 | 湖山禎崇 | 平山英嗣   | 12月27日       |
| 40   |          | 和也的真正身份       | 愛被吸走了!          | 園田英樹 | 栗山美秀 | 藤本義孝 | 望月謙     | 1996年 1月10日 |
| 41   |          | 滑雪之旅產生戀愛     | 戀愛遊戲             | 大橋志吉 | 須藤典彦 | 鈴木敏明 | 一石小百合 | 1月17日        |
| 42   |          | 跌入黑暗旋渦         | 百合的香唇           | 寺田憲史 | 栗本宏志 | 榎本明広 | 田中誠輝   | 1月24日        |
| 43   |          | 尼狄比拉的故事       | 蕾茵女王的真假       | 富田祐弘 | 藤本義孝 | 藤本義孝 | 山岡信一   | 1月31日        |
| 44   |          | Q魔怪的初戀          | 皮皮的初戀           | 園田英樹 | 浅田裕二 | 浅田裕二 | 藤田まり子 | 2月7日         |
| 45   |          | 媽媽返了來           | 回來的媽媽           | 富田祐弘 | 湖山禎崇 | 湖山禎崇 | 平山英嗣   | 2月14日        |
| 46   |          | 洋介是惡魔           | 我的戀人是惡魔       | 大橋志吉 | 栗山美秀 | 河口もと | 望月謙     | 2月21日        |
| 47   |          | 甦醒吧，愛的記憶     | 愛的記憶，恢復吧     | 富田祐弘 | 矢吹勉   | 矢吹勉   | 渡辺真由美 | 2月28日        |
| 48   |          | 無奈的愛             | 痛苦的失戀           | 寺田憲史 | 栗本宏志 | 栗本宏志 | 田中誠輝   | 3月6日         |
| 49   |          | 韋立加的幻象         | 只有兩個人的夜晚     | 寺田憲史 | 藤本義孝 | 藤本義孝 | 山岡信一   | 3月13日        |
| 50   |          | 患難中的真愛         | 無法分離的心         | 富田祐弘 | 浅田裕二 | 浅田裕二 | 藤田まり子 | 3月20日        |
| 51   |          | 決戰惡魔族           | 最後的婚禮           | 富田祐弘 | 須藤典彦 | 湯山邦彦 | 一石小百合 | 3月27日        |

 LD-BOX影像特典 
- - （予告）
- - （予告）

### 播放電視台
| 播放地區 | 播放電視台 | 播放日期                        | 播放時間               | 聯播網         | 備註                                                                  |
| -------- | ---------- | ------------------------------- | ---------------------- | -------------- | --------------------------------------------------------------------- |
| 日本     | 東京電視台 | 1995年4月5日 - 1996年3月27日    | 星期三 18:00 - 18:30   | 東京電視台系列 | 製作電視台                                                            |
| 香港     | 翡翠台     | 1997年7月7日 - 9月15日          | 星期一至五 16:20-16:50 | 無綫電視       | 閃電傳真機時段內                                                      |
| 臺灣     | 華視       | 1997年11月20日 - 1998年12月11日 | 星期四 16:45 - 17:15   |                | 1998年2月13日起 星期五 16:45-17:15 1998年3月13日起 星期五 17:00-17:30 |

## OVA
| 無綫電視翡翠台 星期一至四 09:30-10:00（聖誕動畫嘉年華） | 無綫電視翡翠台 星期一至四 09:30-10:00（聖誕動畫嘉年華） | 無綫電視翡翠台 星期一至四 09:30-10:00（聖誕動畫嘉年華） |
| ------------------------------------------------------- | ------------------------------------------------------- | ------------------------------------------------------- |
|                                                         | 婚紗小天使之失憶戰記 （1997年12月29日-1998年1月1日）    |                                                         |
| （待查）                                                | 美少女Super Star                                        |                                                         |

## 外部連結
- 桃嫁（婚紗桃子官網）（日語）
- 原作作者‧谷澤直的網站（日語）
- 互联网电影数据库（IMDb）上《愛天使傳說》的资料（英文）